# Bubble Trouble (filme)
Bubble Trouble é um filme estadunidense curta metragem de 1953 do gênero comédia, dirigido por Jules White. É o 151º filme de um total de 190 da série com os Três Patetas produzida pela Columbia Pictures entre 1934 e 1959.

## Enredo
Os Três Patetas são proprietários de uma farmácia (Farmácia Cura-Tudo, segundo a dublagem brasileira) e recebem ameaças de despejo do idoso e rabugento Amos Flint, dono do prédio (Emil Sitka). Pouco depois chega a também idosa esposa de Amos, Cerina (Christine McIntyre) que havia sido deixada pelo marido, e os Patetas a abrigam. Com a briga dos velhos, os Patetas tem a ideia de fabricarem um "elixir da juventude".  Depois de terminada a fórmula, nenhum do trio quer servir de cobaia. Eles acabam dando a mesma para Cerina, que imediatamente volta a ser jovem de novo. Em agradecimento ela prepara um bolo, mas Shemp se distrai e troca o recheio de caramelo por chicletes. Ao comerem o bolo, os Patetas começam a fazer bolas e duas saem das orelhas de Shemp.
Dias depois, Amos retorna a farmácia e ao avistar Cerina jovem, ele pede para experimentar a fórmula também. O trio não concorda pois não sabe o efeito que terá em homens, mas Amos os convence quando passa o prédio para eles em pagamento. O homem bebe o elixir e se transforma num gorila, e começa a bater nos Patetas. Ele é detido quando Larry quebra um vidro de clorofórmio na sua cabeça e o trio resolve ganhar dinheiro apresentando Amos como o único gorila falante do mundo. Moe acha que seria melhor se houvesse dois gorilas e tenta forçar Shemp a beber o elixir. Mas quem acaba acidentalmente bebendo é o próprio Moe, que termina o filme agindo e emitindo ruídos como um gorila.